# پارمناتس
پارمناتس (به صربی: Parmenac) یک روستا در صربستان است که در Moravica District واقع شده‌است.
 پارمناتس ۲٫۹۰ کیلومتر مربع مساحت و ۷۴۴ نفر جمعیت دارد و ۳۵۸ متر بالاتر از سطح دریا واقع شده‌است.